# Lac-Pikauba
Pour les articles homonymes, voir Pikauba.
Lac-Pikauba est un territoire non organisé de la municipalité régionale de comté de Charlevoix, dans la région administrative de la Capitale-Nationale, au Québec, au Canada.

## Toponymie
Le nom du territoire reprend celui du lac qui y est situé. Le mot « Pikauba » viendrait du montagnais « Opikopau » qui signifierait « lac resserré par des aulnes »

## Géographie
La superficie totale de Lac-Pikauba est de 2 528.70 km2. Le relief du territoire est caractérisé par le massif du lac Jacques-Cartier, la partie la plus élevée de la chaîne de montagnes des Laurentides, soit entre 500 et 1000 mètres.

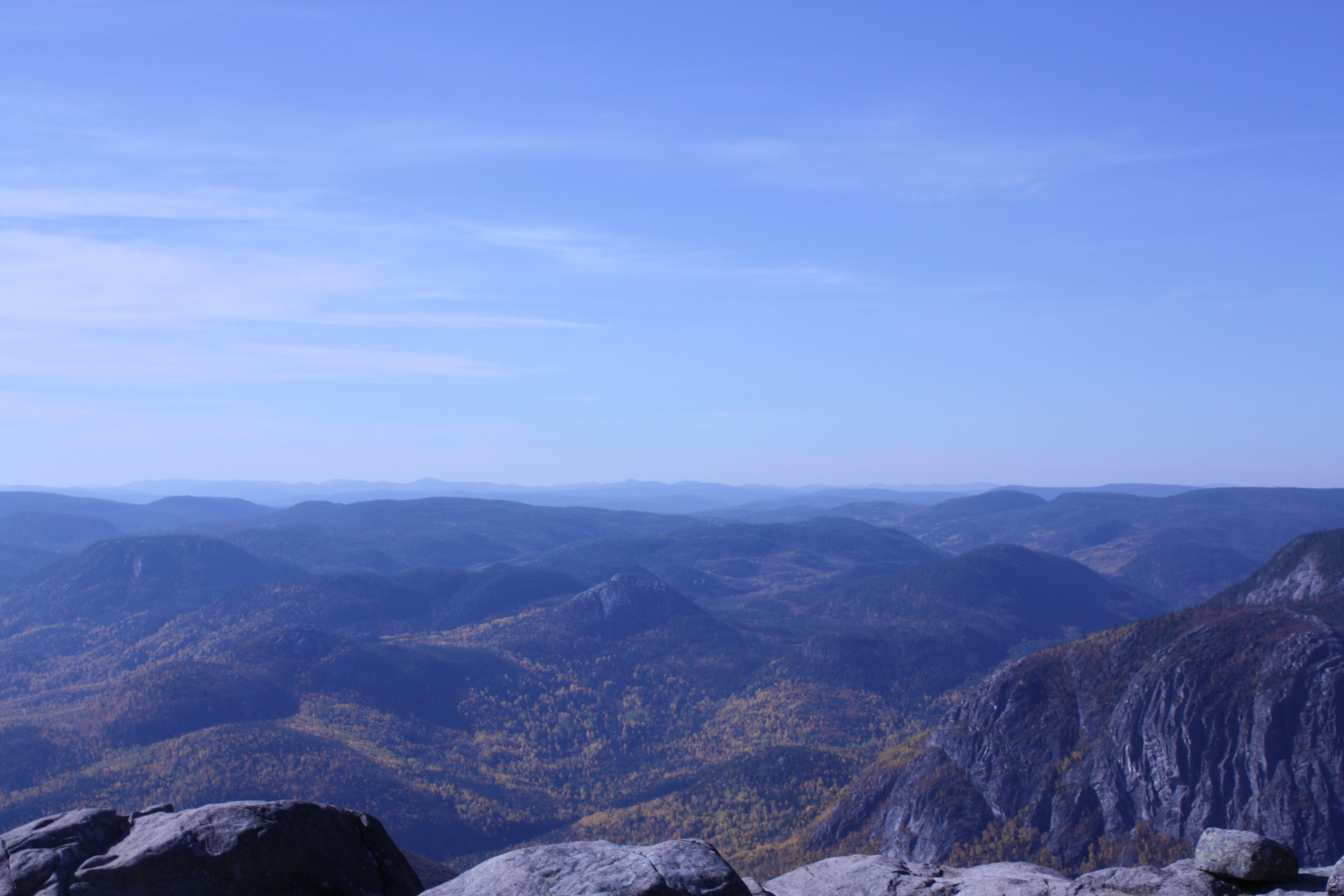
Portrait topographique du territoire

### Transports
La région est traversée par la route 381, un lien routier reliant Baie-Saint-Paul à La Baie. Tout au long de cette route se trouve différents accès à des routes forestières menant à différents lieux de villégiature.

### Hydrographie
À partir du lac Pikauba, dans le nord-ouest du territoire, la rivière Cyriac coule vers le nord-ouest.
À partir du lac de la Tour, dans le sud-est, la rivière Sainte-Anne coule vers le sud-ouest.
À partir de son crénon, dans le centre, la rivière à Mars coule vers le nord.
À partir du lac à Mars, dans l'ouest, la rivière à Mars Nord-Ouest coule vers le nord-est jusqu'à sa confluence avec la rivière à Mars.
À partir du lac Hunt, dans le centre-nord, la rivière Ha! Ha! coule vers le nord-est.
À partir du lac Malbaie, dans l'ouest, la rivière Malbaie traverse le territoire vers le nord-est.
À partir du lac du Gouffre, dans l'est, la rivière du Gouffre coule vers le sud-est.
À partir de son crénon, dans le sud-est, la rivière du Gouffre Sud-Ouest coule vers le sud-est.

## Démographie
| 1991 | 1996 | 2001 | 2006 | 2011 | 2016 |
| ---- | ---- | ---- | ---- | ---- | ---- |
| 5    | 0    | 0    | 0    | 0    | 0    |

## Attraits
Lac-Pikauba comprend entre autres : 
- le parc national des Grands-Jardins
- le parc national des Hautes-Gorges-de-la-Rivière-Malbaie
- la zec des Martres
- la réserve écologique Thomas-Fortin.